# Constantine Phipps
Constantine John Phipps, 2º Barão de Mulgrave, PC (19 de maio de 1744 – Liège, 10 de outubro de 1792), foi um explorador inglês e oficial da Marinha Real Britânica. Serviu na Guerra dos Sete Anos e na Guerra da Independência dos Estados Unidos. Foi também político, sendo responsável por diversas áreas nos últimos anos de vida.
Foi eleito membro da Royal Society em 1771.